# Australian Capital Territory
Australian Capital Territory (ACT). ACT blev skabt som stedet for Australiens hovedstad efter skabelsen af føderationen Australien i 1901. Regeringen fik kontrol over territoriet i 1911 og byggelsen af den nye hovedstad Canberra begyndte i 1913. ACT er helt omsluttet af staten New South Wales.
Her findes Australiens parlament, og herfra udøver den australske premierminister og regeringen deres politiske magt.
Der er 397.397 indbyggere inden for Australian Capital Territory på et areal, som omfatter 2.358 km².
Udover Canberra dækker ACT også over landbrugsland med får, vin mm.